# Recycleur
Pour les articles homonymes, voir CCR.

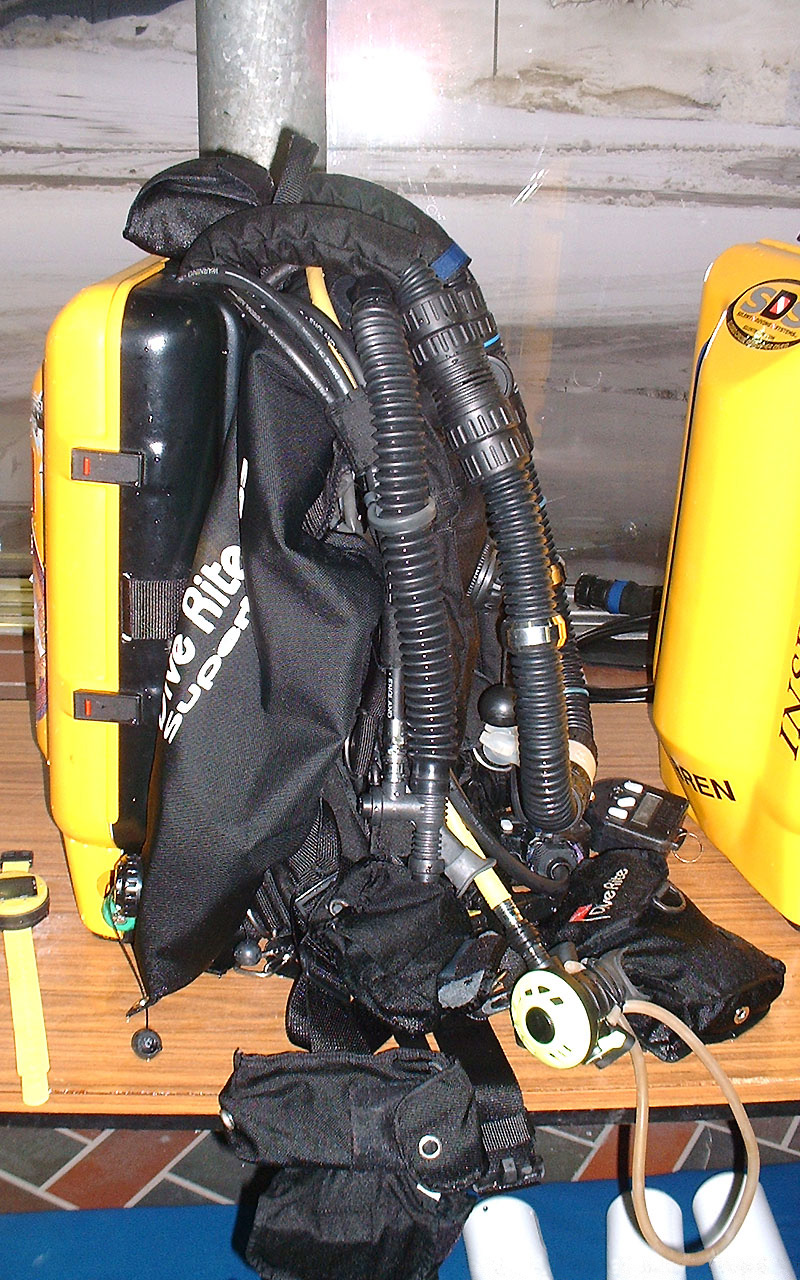
Recycleur (« Inspiration »)

Le recycleur (en anglais, closed circuit rebreather  ou CCR) est un appareil de plongée autonome sophistiqué, offrant une plus grande autonomie à l'utilisateur que l'équipement du scaphandre autonome traditionnel.

## Description
Les recycleurs sont utilisés en plongée sous-marine à la place des bouteilles hyperbares classiques.
Les recycleurs au dioxygène pur sont composés d'une bouteille de ce gaz, d'une poche qui contiendra le mélange respiré et une cartouche de chaux, les autres recycleurs comportent une bouteille de gaz autre que le dioxygène et suivant leur type, une bouteille de dioxygène.
Alors que les bouteilles de plongée sous-marine sont des systèmes ouverts, les recycleurs peuvent être utilisés en circuit semi-fermé (des bulles sont relâchées à intervalle régulier dans l'eau) ou circuit fermé (aucune bulle n'est relâchée)

## Histoire

### Les débuts

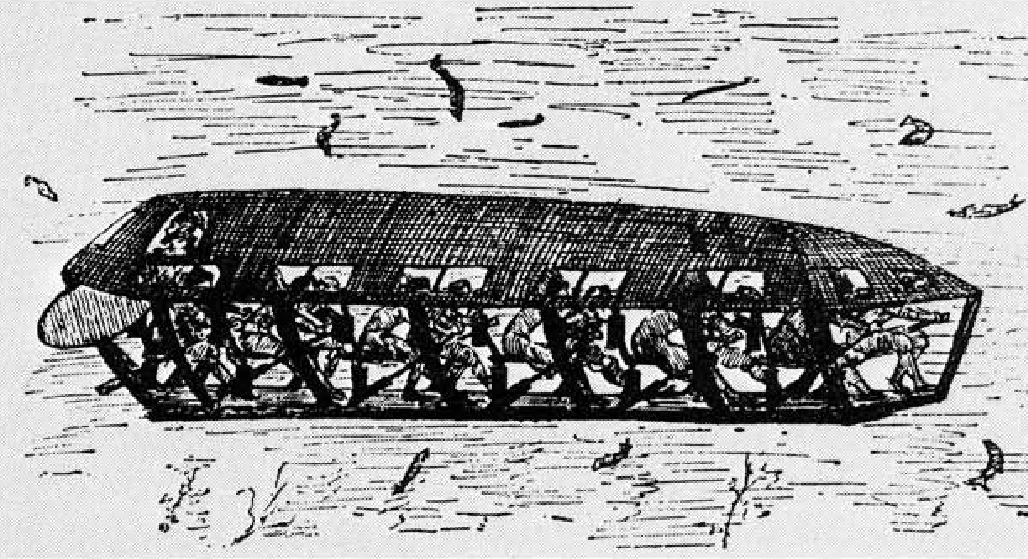
Le sous-marin de Cornelius Drebbel.

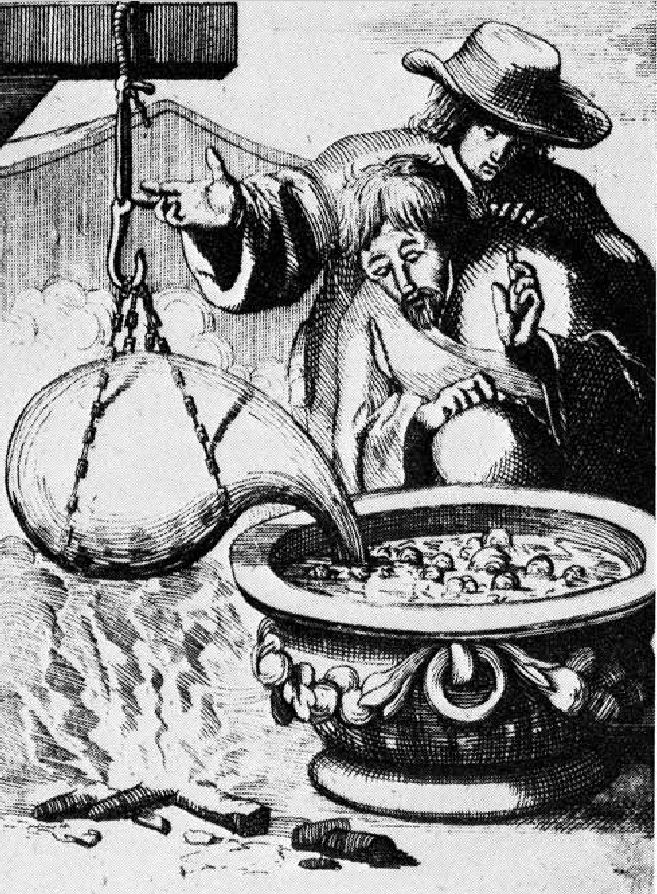
Pyrolyse du salpêtre.

Vers 1620, en Angleterre, Cornelius Drebbel fabrique un premier sous-marin à propulsion à rames. Alors que la découverte de l'oxygène est généralement associé à Joseph Priestley en 1774. Drebbel décrit quasiment deux siècles plus tôt dans son livre De la nature des elemens, la préparation d'oxygène par chauffage de salpêtre (dans un milieu chaud, le salpêtre libère de l'oxygène). De cette façon, Drebbel réussit à rester sous l'eau pendant de plus longues périodes. En 1615, alors qu'il est au service de la Royal Navy, son sous-marin rempli d'oxygène est immergé dans la Tamise pendant trois heures avec 12 hommes à bord,.
Le premier recycleur, basé sur l'absorption du dioxyde de carbone, fut breveté en France en 1808 par Pierre-Marie Touboulic originaire de Brest, ingénieur-mécanicien dans la marine impériale. Il fonctionnait avec un réservoir d'oxygène. L'oxygène était libéré par le plongeur, par circulation en circuit fermé à travers une éponge imbibée d'eau de chaux. Touboulic avait appelé son invention Ichtioandre (en grec pour « homme-poisson »). Aucune preuve ne démontre qu'un prototype ait été fabriqué.

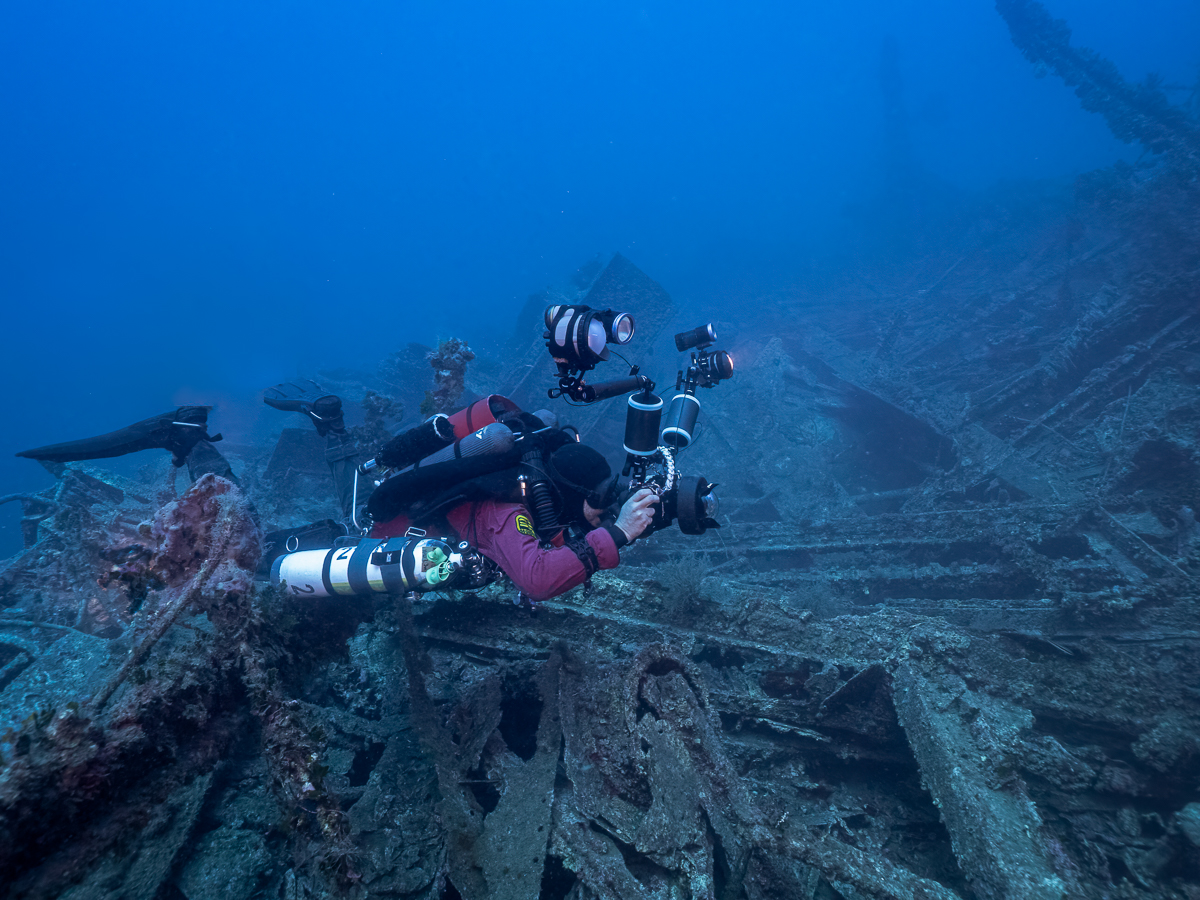
Photographe sous-marin utilisant un recycleur eCCR (Alexandre HACHE sur l'épave du Polynésien, Malte 2021)

Un prototype de recycleur fut construit en 1849 par le français Pierre Aimable De Saint Simon Sicard,, et un autre en 1853, par le professeur T. Schwann en Belgique. Celui-ci était constitué d'un grand réservoir d'oxygène monté à l'arrière avec une pression de travail d'environ 13,3 bar, et deux épurateurs contenant des éponges imbibées de soude caustique.

### Les temps modernes

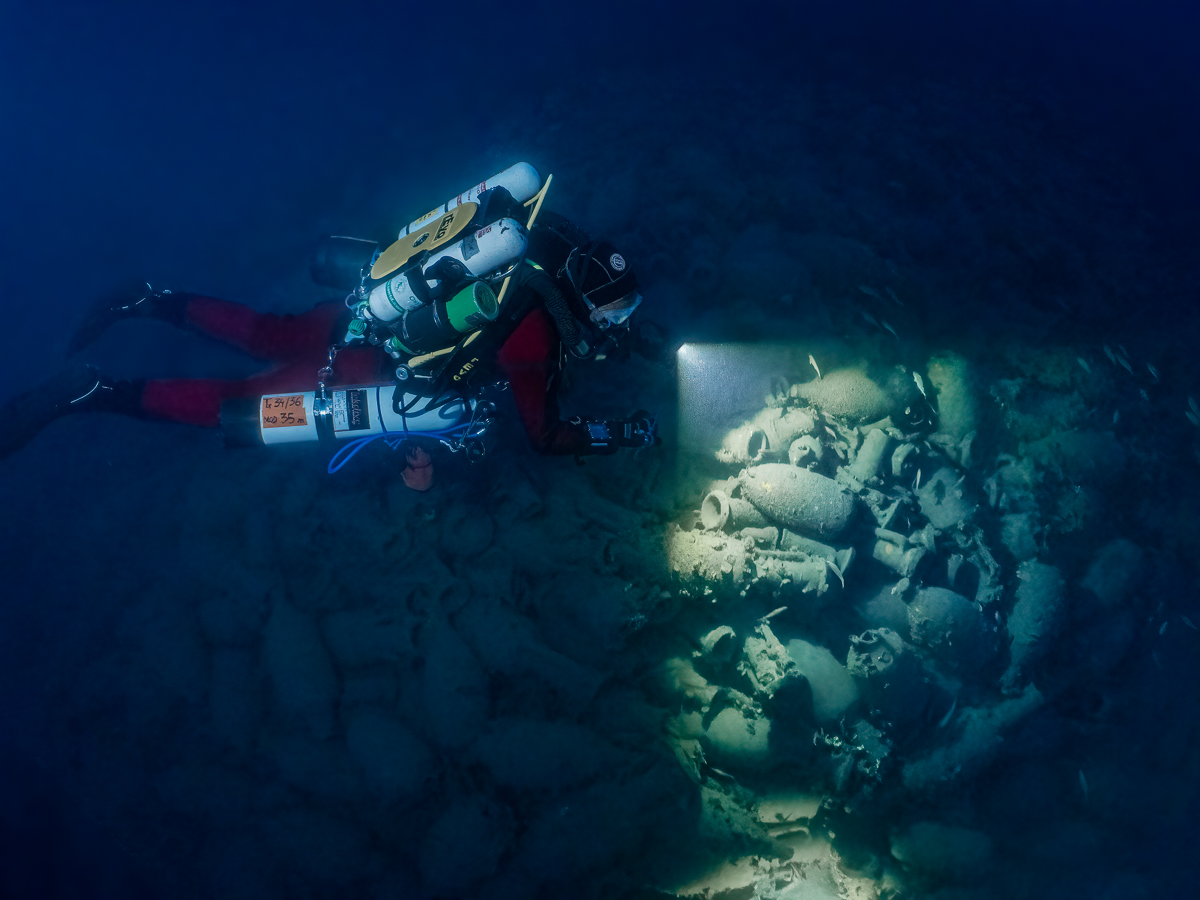
Plongeur en recycleur eCCR à 102 m de profondeur sur le site archéologique des amphores de Cassis (2021) par le photographe sous-marin Alexandre HACHE

La première bouteille en circuit fermé commercialement pratique a été conçue et construite par l'ingénieur de plongée Henry Fleuss en 1878, tout en travaillant pour Siebe Gorman à Londres,. Son appareil de respiration autonome se composait d'un masque en caoutchouc relié à un sac respiratoire, avec 50 à 60% d'oxygène (estimé) fourni à partir d'un réservoir de cuivre et le CO2 était éliminé par du fil de corde trempé dans une solution de potasse caustique ; le système donnant une durée d'environ trois heures,. Fleuss a testé son appareil en 1879 en passant une heure submergé dans un réservoir d'eau, puis une semaine plus tard en plongeant à une profondeur de 5,5 m en eau libre, où il a été légèrement blessé quand ses assistants l'ont brusquement tiré à la surface.
Son appareil a été utilisé pour la première fois dans des conditions opérationnelles en 1880 par le plongeur principal sur le projet de construction du tunnel de Severn, qui a pu parcourir 1 000 pieds dans l'obscurité pour fermer plusieurs portes d'écluse submergées dans le tunnel ; cela avait vaincu les meilleurs efforts des plongeurs en scaphandre lourd en raison du danger que leurs tuyaux d'alimentation en air soient endommagés sur les débris immergés et les forts courants d'eau pendant les travaux.
Fleuss a continuellement amélioré son appareil, en ajoutant un régulateur de demande et des réservoirs capables de maintenir des quantités plus importantes d'oxygène à une pression plus élevée. Sir Robert Davis, chef de Siebe Gorman, a perfectionné le recycleur d'oxygène en 1910, avec son invention de l'appareil d'échappement submergé de Davis, le premier recycleur pratique à être fabriqué en quantité. Bien qu'il soit principalement conçu comme un appareil d'échappement d'urgence pour les équipages sous-marins, il a été rapidement utilisé aussi pour la plongée, étant un appareil pratique de plongée en eaux peu profondes avec une endurance de trente minutes et comme un ensemble de respiration industrielle.
Le gréement comprenait un sac de respiration et de flottaison en caoutchouc contenant un bidon d'hydroxyde de baryum pour nettoyer le CO2 exhalé et, dans une poche à l'extrémité inférieure du sac, un cylindre sous pression en acier contenant environ 56 litres d'oxygène à une pression de 120 bars. Le cylindre était équipé d'une soupape de commande et était relié au sac respiratoire. L'ouverture de la soupape du cylindre transfère l'oxygène au sac et le charge à la pression de l'eau environnante. Le gréement a également inclus un sac de flottabilité d'urgence sur le devant afin d'aider à garder le porteur à flot. Nommé Davis Submerged Escape Apparatus ou DSEA, il a été adopté par la Royal Navy après un développement ultérieur par Davis en 1927. Divers recycleurs d'oxygène industriels tels que le Siebe Gorman Salvus et le Siebe Gorman Proto, tous deux inventés au début des années 1900, en ont été dérivés.
Le professeur Georges Jaubert a inventé le composé chimique Oxylithe en 1907. C'était une forme de peroxyde de sodium (Na2O2) ou de superoxyde de sodium (NaO2). Comme il absorbe le dioxyde de carbone dans un épurateur de recycleur, il émet de l'oxygène. Ce composé a d'abord été incorporé dans un design de recycleur par le capitaine SS Hall et le Dr O. Rees de la Royal Navy en 1909. Bien que destiné à être utilisé comme appareil d'échappement des sous-marins, il n'a jamais été accepté par la Royal Navy et a été plutôt utilisé pour des plongées sous-marines peu profonde.
En 1912, la société allemande Dräger a commencé la production en série de sa propre version de la robe de plongée standard avec l'alimentation en air d'un recycleur. L'appareil avait été inventé quelques années plus tôt pour les rescapés des mines de charbon par Hermann Stelzner, un ingénieur de cette même société.

### Les recycleurs durant la Seconde Guerre mondiale

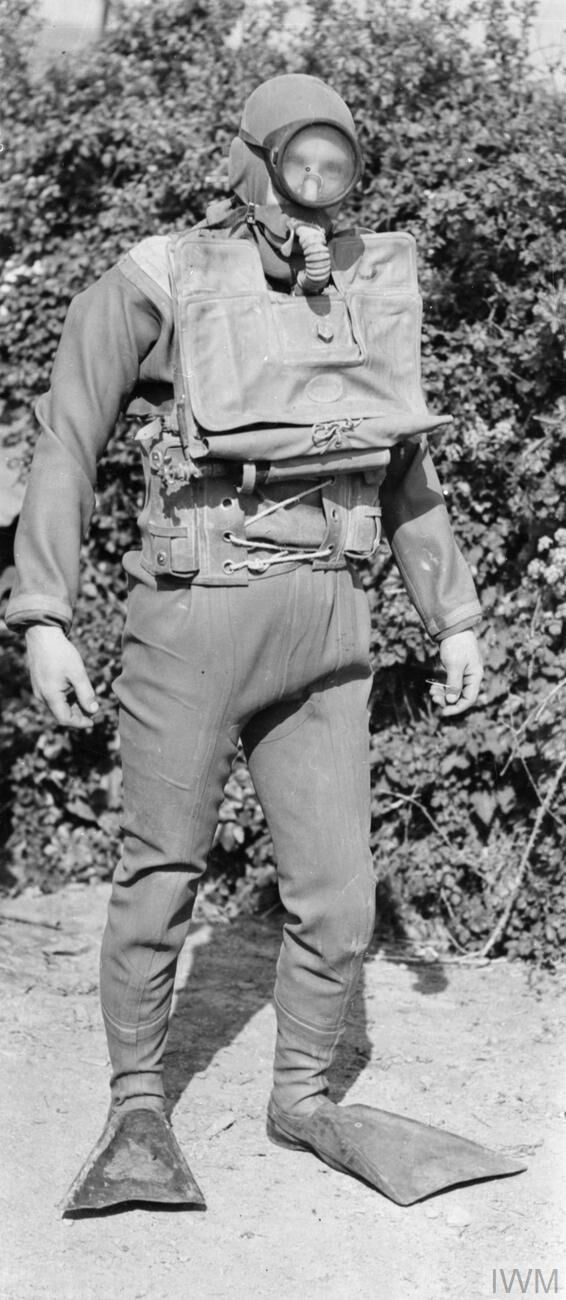
un nageur de combat britannique avec le recycleur Davis apparatus.

Dans les années 1930, des pêcheurs italiens avaient commencé à utiliser le recycleur Davis, fabriqué sous licence en Italie. Cela attira l'attention de la Marine italienne, qui développa une unité de plongeurs de combat Decima Flottiglia MAS, plus tard utilisée efficacement durant la Seconde Guerre mondiale.
Au cours de la Seconde Guerre mondiale, les recycleurs de plongeurs italiens capturés influencèrent la conception des recycleurs britanniques. Beaucoup de recycleurs britanniques incorporaient des bouteilles d'oxygène récupérées d'avions allemands. L'un des premiers de ces appareils de respiration à avoir été modifié est le Davis apparatus. Leurs masques pleine face étaient du type destiné au Siebe Gorman Salvus, transformées par la suite en masque pleine face avec une grande fenêtre de visage, circulaire, ovale, rectangulaire (la plupart du temps plate, mais les côtés courbés vers l'arrière pour permettre une meilleure vision latérale). Les premiers recycleurs britanniques avaient des faux-poumons rectangulaires sur la poitrine, comme ceux des modèles italiens, mais les modèles ultérieurs eurent une ouverture carré au sommet des faux-poumons pour pouvoir s'étendre plus loin vers les épaules. Sur le devant, il y avait un collier de caoutchouc qui était serré autour de la boîte absorbante (canister). Certains plongeurs des forces armées britanniques utilisaient des costumes de plongée épais et volumineux appelés costume de Sladen. Une version de celui-ci avait un simple vitre pour les deux yeux pour permettre à l'utilisateur de regarder à travers des jumelles quand il était en surface sans retirer son masque.
Les recycleurs Dräger, en particulier les modèles DM20 et DM40, ont été utilisés par les plongeurs allemands pendant la Seconde Guerre mondiale. Les recycleurs pour la marine américaine ont été développés par Christian J. Lambertsen pour la guerre sous-marine,. Lambertsen organisa la première formation en circuit fermé de recyclage de l'oxygène aux États-Unis pour l'unité maritime du Bureau des services stratégiques à l'Académie navale le 17 mai 1943,.

### Après la Seconde Guerre mondiale
Le pionnier de la plongée Hans Hass a utilisé les recycleurs d'oxygène Dräger au début des années 1940 pour la cinématographie sous-marine.
En raison de l'importance militaire du recycleur, largement démontrée lors des campagnes navales de la Seconde Guerre mondiale, la plupart des gouvernements hésitaient à mettre la technologie dans le domaine public. En Grande-Bretagne, l'utilisation du recycleur pour les civils était négligeable - le British Sub-Aqua Club (BSAC) a même formellement interdit l'utilisation du recycleur par ses membres. Les firmes italiennes Pirelli et Cressi-Sub ont d'abord vendu un modèle de recycleur de plongée sportive, mais après un certain temps, ont abandonné ces modèles. Certains recycleurs faits maison ont été utilisés par les plongeurs souterrains pour pénétrer dans les puisards des grottes.
Avec la fin de la guerre froide et l'effondrement subséquent du bloc communiste, le risque perçu d'attaque par les plongeurs de combat a diminué. Les forces armées occidentales avaient moins de raisons de réquisitionner les brevets de recycleurs civils, ainsi les recycleurs automatiques et semi-automatiques de plongée récréative ont commencé à apparaître.

## Principe de fonctionnement

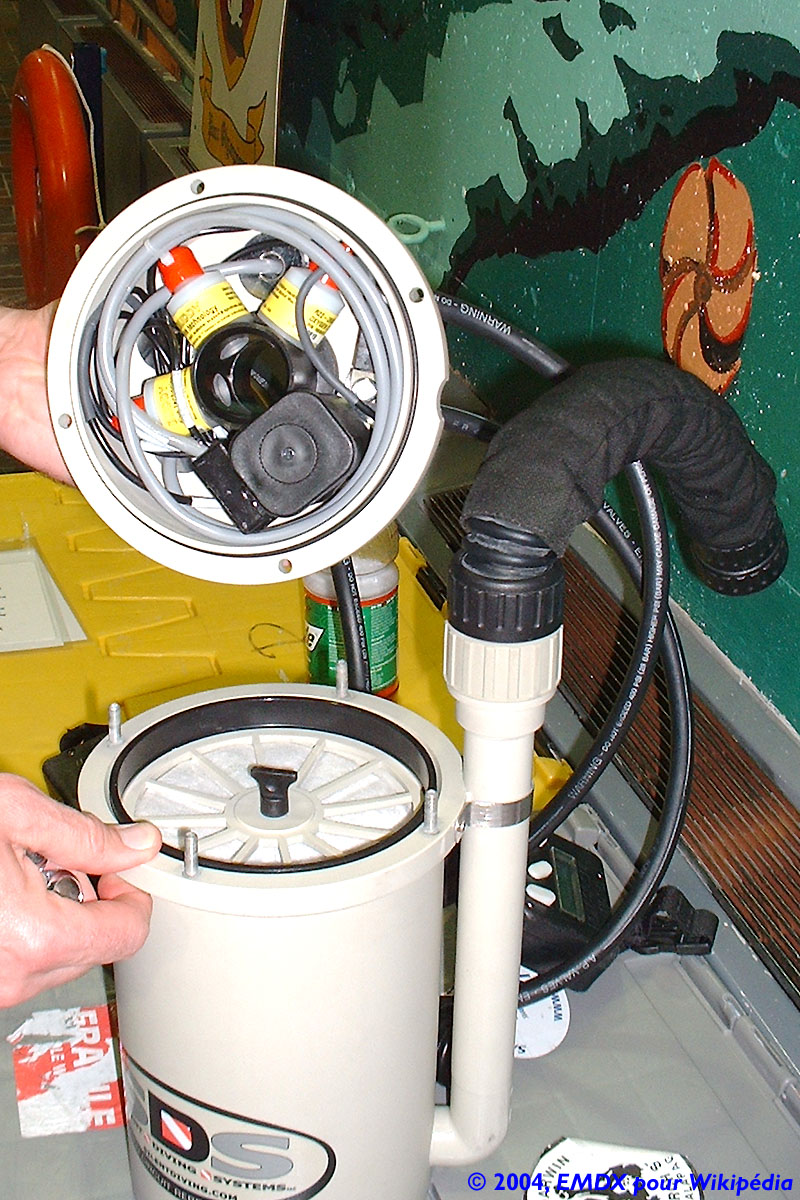
Cartouche filtrante (en bas) et les trois sondes d’ (en haut)

Le plongeur respire normalement sur l'embout qu'il a en bouche. Au moment de l'expiration, l'air n'est pas relâché dans le milieu aquatique mais est stocké dans la poche puis le CO2 est fixé chimiquement dans la cartouche de chaux présente dans l'appareil. Le solde de l'oxygène restant peut ainsi être réutilisé par le plongeur qui inspire cet air purifié de son CO2.
On distingue deux familles (hors recycleur O2 pur) :
- ceux à mélange constant, les appareils à circuit semi fermé (en anglais SCR, Semi Closed Rebreather). L'appareil injecte systématiquement le même gaz, le plongeur respire donc un mélange dont la composition ne varie pas.
- ceux à mélange variable, les appareils à circuit fermé (en anglais CCR, Closed Circuit Rebreather). L'appareil injecte un mélange via une commande mécanique (mCCR : mechanical CCR), électronique (eCCR : electronical CCR) (ou via les 2 : hCCR hybrid CCR) du O2, le plongeur dispose d'une source de gaz distinct, le diluant pour faire varier la composition du mélange. Ce type de recycleur nécessite, contrairement au SCR une mesure constante du taux de O2. Usuellement 3 sondes sont utilisées afin de garantir la fiabilité de la mesure. Quelques, très rares SCR, dits SCR à fuite pilotée électroniquement (comme le RI-2000 d'Olivier Isler) ont une injection de O2 et peuvent donc faire varier la composition du mélange respiré.

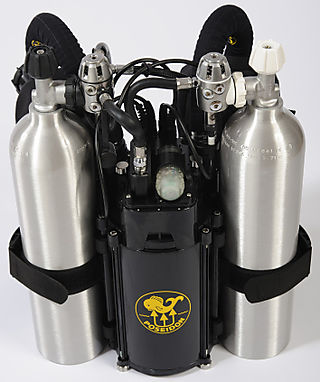
Recycleur (« Poseidon Cis Lunar Discovery MKvi »)

## Les différents types et principes

### Recycleur à circuit fermé à l'oxygène pur
- 1 Valve plongée/surface

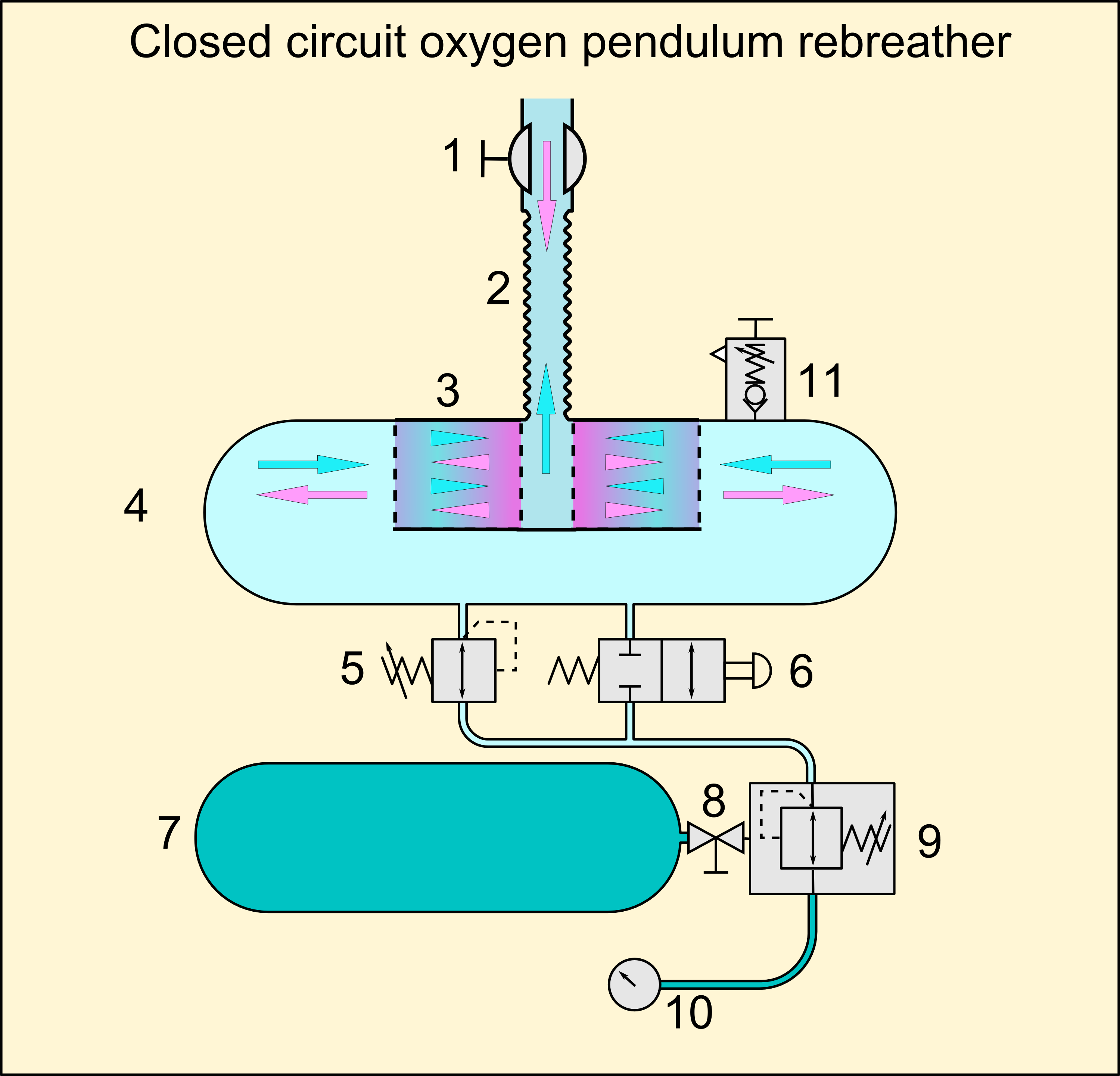
Schéma d'un recycleur à circuit fermé à l'oxygène pur avec une configuration pendulaire et filtre à flux radial 1 Valve plongée/surface
2 Flexible d'expiration/d'inspiration
3 Filtre à flux radial
4 Faux poumon
5 Valve automatique
6 Valve by-pass manuelle
7 Bouteille de gaz respiratoire
8 Valve de bouteille
9 Régulateur premier étage
10 Manomètre submersible
11 Valve de surpression

- 1 Valve plongée/surface avec clapet anti-retour

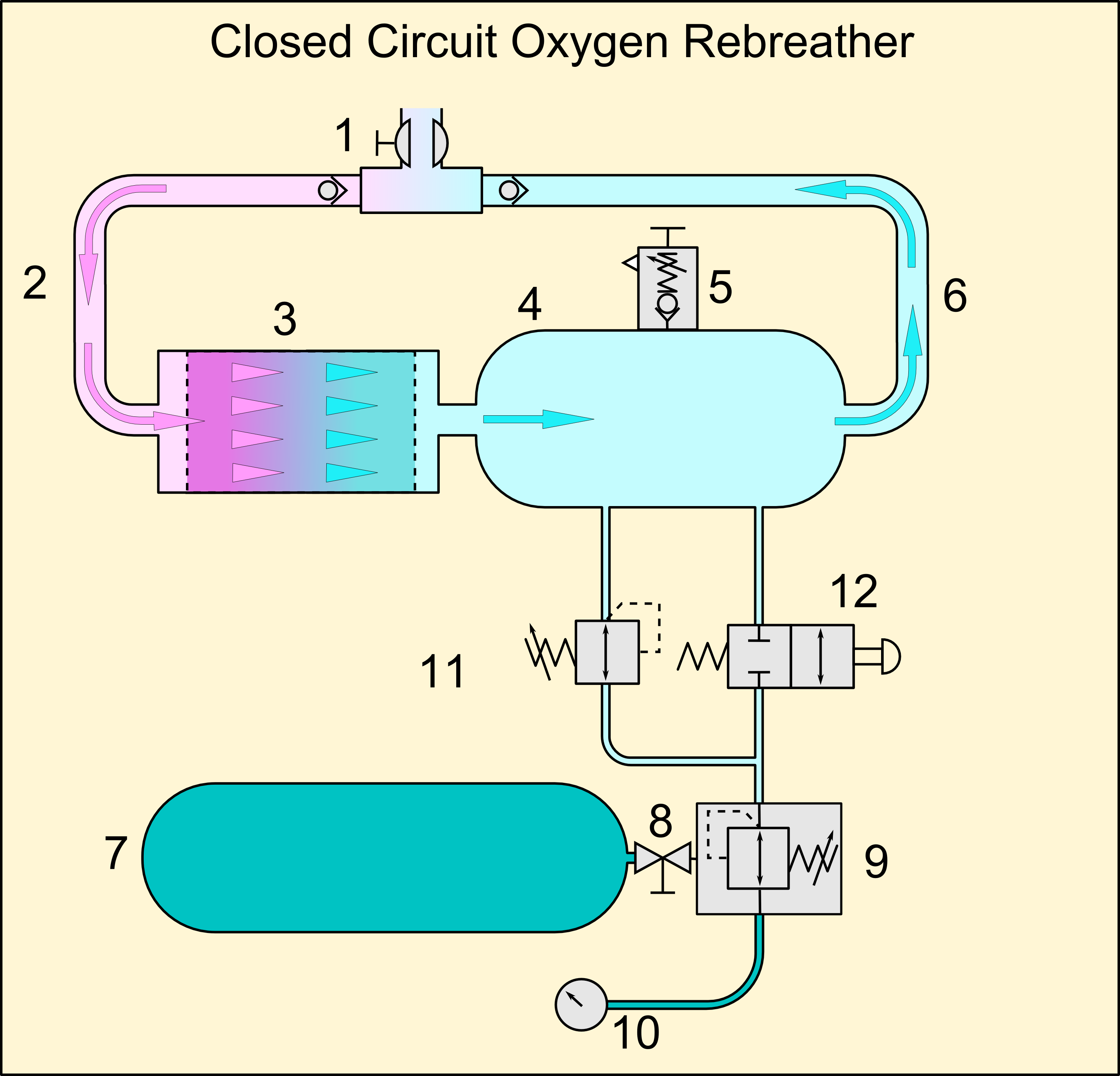
Schéma d'un recycleur à circuit fermé à l'oxygène pur avec une configuration en boucle et filtre à flux axial 1 Valve plongée/surface avec clapet anti-retour
2 Flexible expiratoire
3 Filtre à flux axial
4 Faux poumon
5 Valve de surpression
6 Flexible inspiratoire
7 Bouteille de gaz respiratoire
8 Valve de bouteille
9 Régulateur premier étage
10 Manomètre submersible
11 Valve automatique
12 Valve by-pass manuelle

### Recycleur à circuit semi-fermé

#### à débit constant ou actif
- 1 Soupape de plongée/surface avec clapet anti-retour

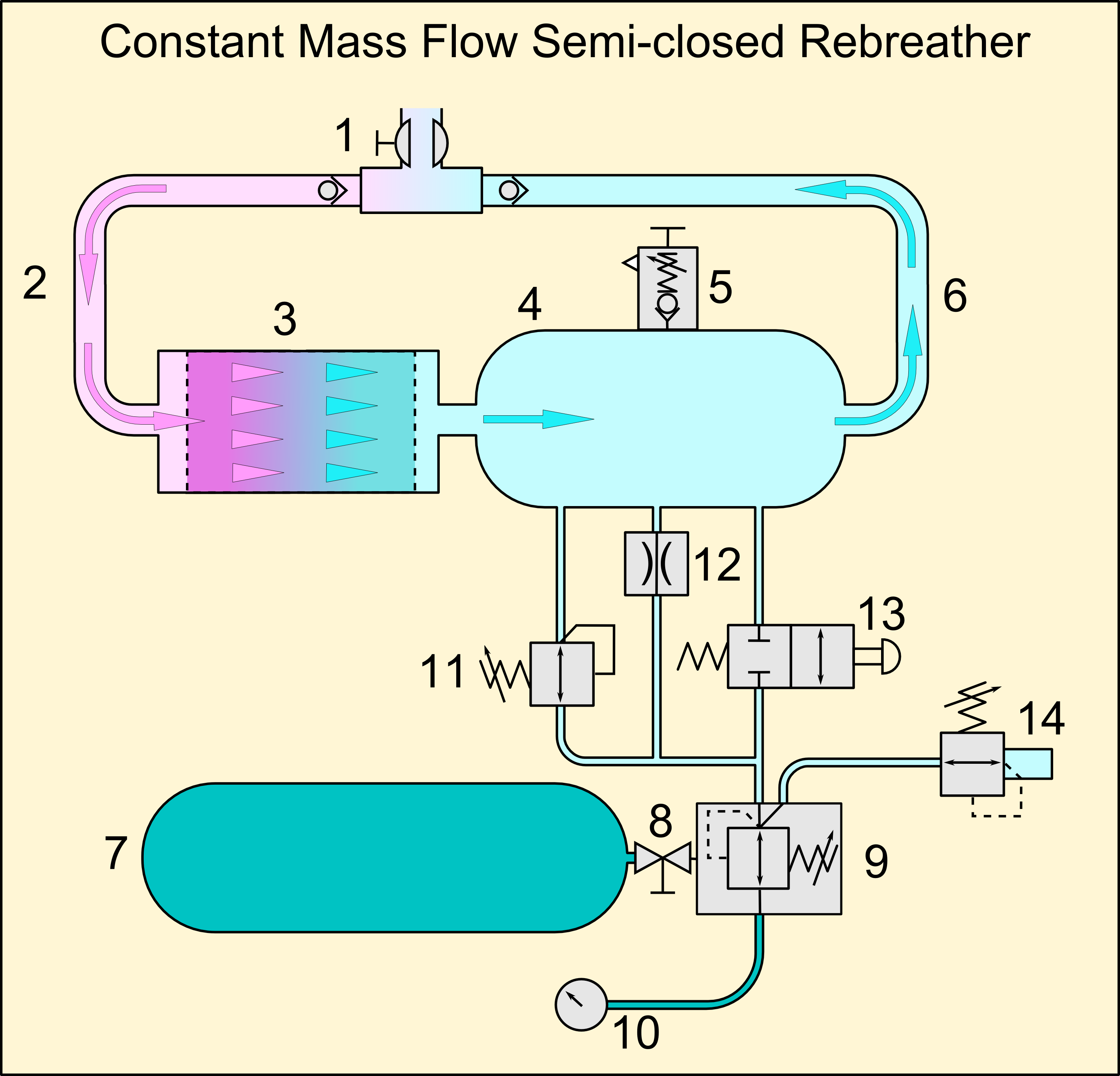
Schéma d'un recycleur semi-fermé à débit constant 1 Soupape de plongée/surface avec clapet anti-retour
2 Flexible expiratoire
3 Bidon d'épurateur à débit axial
4 Faux poumon
5 Soupape de surpression de boucle
6 Flexible inspiratoire
7 Bouteille du gaz respiratoire
8 Vanne de bouteille
9 Régulateur de pression absolue
10 Manomètre submersible
11 Valve de diluant automatique
12 Orifice de mesure du débit constant
13 Vanne de dérivation manuelle
14 Soupape de demande du Bailout

#### à la demande ou passif
- 1 Soupape de plongée/surface avec clapet anti-retour

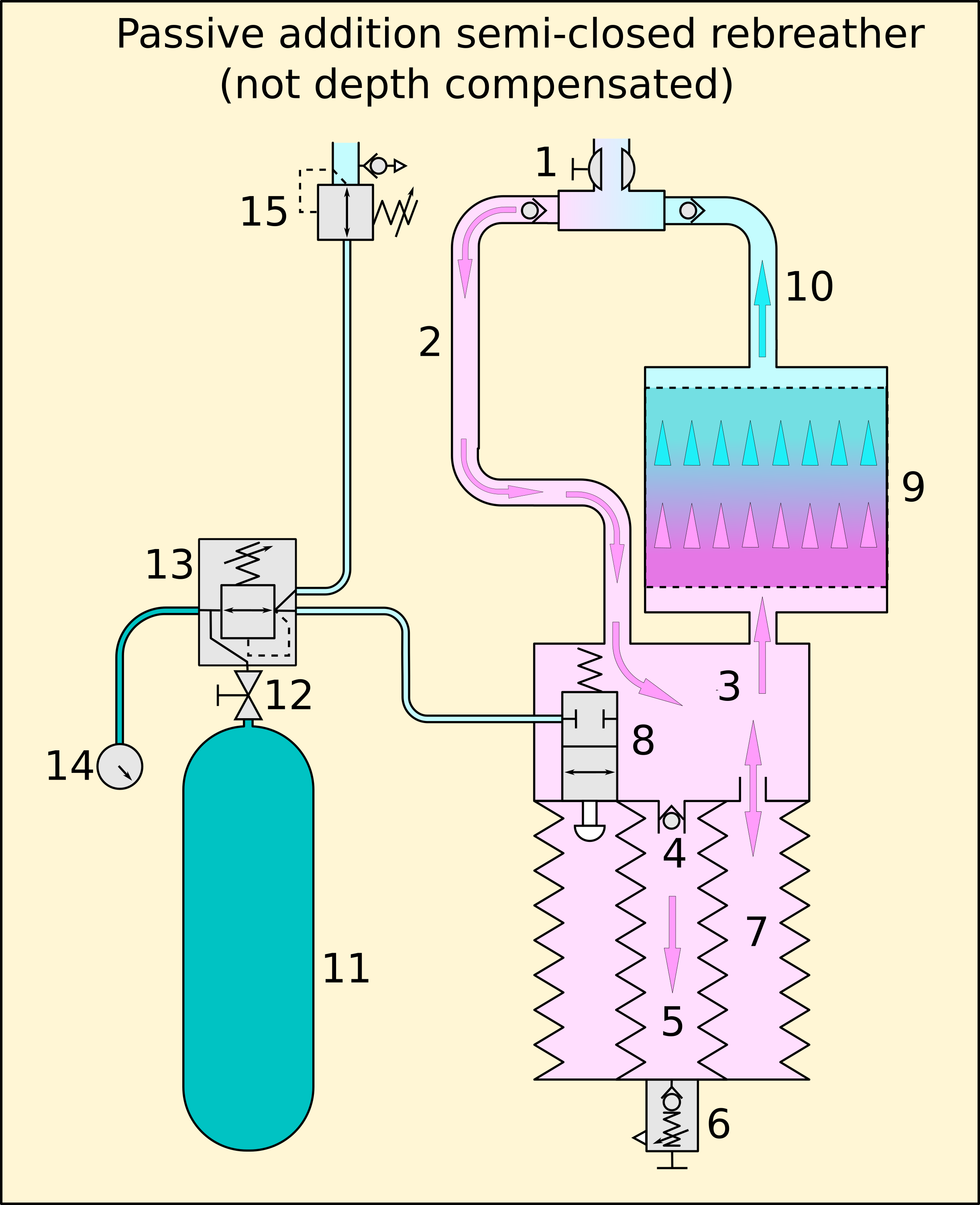
Schéma du circuit de gaz respiratoire d'un recycleur de circuit semi-fermé d'addition passive. 1 Soupape de plongée/surface avec clapet anti-retour
2 Flexible expiratoire
3 Avant chambre des faux poumons
4 Soupape de non retour pour purger les soufflets
5 Purge des soufflets
6 Valve de surpression
7 Faux poumons à soufflet principal
8 Valve d'addition
9 Bidon d'épurateur à débit axial
10 Flexible inspiratoire
11 Bouteille du gaz respiratoire
12 Vanne de bouteille
13 Régulateur premier étage
14 Manomètre submersible
15 Soupape de demande du Bailout

### Recycleur à circuit fermé électronique
- 1 Soupape de plongée/surface et soupape anti-retour en boucle

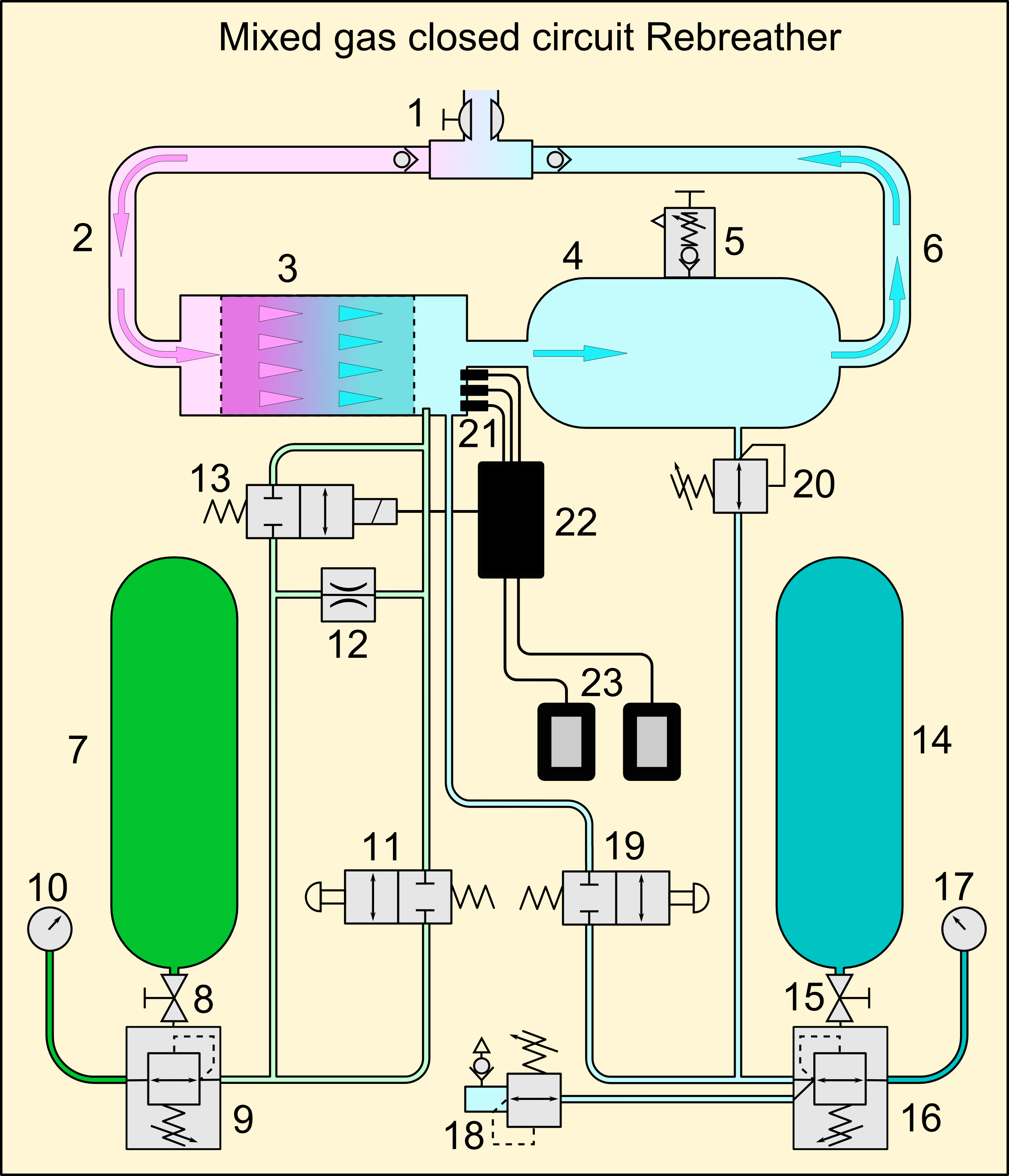
Schéma de recycleur à gaz à circuit fermé à commande électronique. 1 Soupape de plongée/surface et soupape anti-retour en boucle
2 Flexible expiratoire
3 Bidon épurateur (à flux axial)
4 Faux-poumons
5 Valve de surpression
6 Vanne d'inspiration
7 Bouteille d'oxygène
8 Robinet de bouteille d'oxygène
9 Régulateur d'oxygène à pression absolue
10 Manomètre submersible à oxygène
11 Vanne de dérivation manuelle à oxygène
12 Orifice de mesure du débit massique constant d'oxygène
13 Vanne d'injection d'oxygène commandée électriquement
14 Bouteille diluant
15 Robinet de bouteille diluant
16 Régulateur de dilution
17 Manomètre submersible à diluant
18 Soupape de demande de renflouement
19 Vanne de dérivation manuelle du diluant
20 Valve diluant automatique
21 Cellules de capteurs d'oxygène
22 Circuits électroniques de contrôle et de surveillance
23 Unités d'affichage primaires et secondaires

## Avantages et inconvénients

### Avantages
- Le temps de plongée est considérablement augmenté pour un encombrement équivalent (puisque l'on consomme moins de gaz).
- Les temps de palier sont diminués (CCR, SCR si l'on change de gaz au cours de la plongée).
- Hors de l'eau le matériel est beaucoup plus léger (à autonomie égale).
- En étant plus silencieux, il est possible d'approcher la faune de beaucoup plus près
- On respire un gaz chaud et humide (réaction de la chaux) ce qui diminue la déperdition calorifique
- Il n'y a pas de phénomène de poumon-ballast. En d'autres termes, on est équilibré en permanence (flottabilité nulle)
- L'absence (CCR) ou la diminution (SCR) de rejet de bulles est très prisée par les photographes sous-marins et par les plongeurs de combat qui ont besoin de discrétion.

### Inconvénients
- L'utilisation de ce type d'appareil demande une formation spécifique.
- En plus des risques en plongée « classique », certains risques apparaissent ou grandissent en plongée recycleur.
- Plus de phénomène de poumon-ballast. Le volume d'air du plongeur-appareil reste constant (le gaz respiré est soit dans les poumons soit dans les sacs respiratoires); il est donc plus difficile de descendre, le principe du poumon-ballast n'existant pas avec les recycleurs. Ce point est un peu déconcertant au début et nécessite une période d'adaptation pour trouver des palliatifs (ex. descendre en canard, respirer sur des sacs respiratoires faiblement remplis, etc.). L'absence d'effet poumon-ballast n'est pas un inconvénient, au contraire, c'est même un confort inhabituel en plongée. En revanche, cela peut être déconcertant pour les premières plongées de ne pas ressentir cette ascension à chaque inspiration. Pourtant le plongeur recycleur vous dira combien il apprécie le fait de pouvoir respirer sans bouger sans ce va-et-vient continu pouvant ainsi être quasiment « posé » dans l'eau. L'observation de la faune, la prise de photo devient d'une aisance sans pareil. Par la suite, les faux poumons deviendront pour certains l'élément d'ajustement de la flottabilité ; en effet, lors des remontées il est primordial de gérer le volume des faux poumons qui vont se gonfler. Le plongeur prendra l'habitude de faire sortir de sa boucle, et donc de ses faux poumons, du mélange air plus oxygène. Ainsi, il utilisera les faux poumons comme variable de flottabilité utilisant de moins en moins le gilet gonflable.
- Un prix encore élevé (de 7 000 € à 10 000 € en 2016)
- Une planification plus poussée est nécessaire.
- Obligation d'avoir un bailout (bouteille de secours) afin d'assurer une remontée en toute sécurité en cas de défaillance de la machine
- La chaux ne doit pas être en contact avec l'eau (surtout l'eau de mer), il faut donc garder constamment le détendeur en bouche au risque d'endommager le système filtreur qui rend l'air inspiré moins pur (et parfois toxique), ou fermer l'embout[réf. nécessaire].

## Quelques précautions d'emploi avant/pendant/après une plongée
- Vérification de l'étanchéité des sacs en dépression et surpression avant la plongée.
- Test de calibration sous oxygène pour les CCR (fonctionnement de l'injecteur, du système électronique de gestion de la PpO2 - pression partielle de l'oxygène - en début de plongée selon recommandation du constructeur)
- Ne pas faire rentrer de l'eau dans l'appareil respiratoire (précautions quand on enlève ou remet l'embout)
- Rincer à l'eau douce les sacs respiratoires après chaque plongée. Désinfecter l'unité chaque 3/4 jours
- Laisser sécher l'appareil après chaque utilisation / rinçage
- Changer la chaux selon recommandation du constructeur (ou selon ses habitudes), habituellement toutes les 3 heures maximum
- Changer les sondes O2, habituellement tous les 18 mois
- L'héliox, avec ce complément d'hélium comme diluant qui le caractérise, est particulièrement idéal lors de plongées au recycleur (particulièrement ceux à circuit fermé) dès 40 mètres[18].

## Homologation
Pour pouvoir être commercialisés dans l'union européenne ou utilisés en structure française les recycleurs doivent avoir été certifiés CE (EN14143) (ou pour utilisation en structure française, fabriqués avant 1990).
Ci après une liste non exhaustive de matériels homologués suivant la norme en vigueur lors de leur commercialisation ou un brouillon de la future norme :
| Constructeur            | Modèle                | Type                     |
| ----------------------- | --------------------- | ------------------------ |
| Poseidon                | Discovery MkVI        | eCCR                     |
| SHARK rebreathers       | SHARK rebreathers     | hCCR                     |
| AP Diving               | Inspiration Classic   | eCCR                     |
| AP Diving               | Inspiration/Evolution | eCCR                     |
| VR Technology           | Sentinel              | eCCR                     |
| VR Technology           | Ourobouros            | eCCR                     |
| rEvo Rebreathers        | rEvo III              | m, h et eCCR             |
| InnerSpace Systems Corp | Mégalodon             | eCCR (version Apecs 2.7) |
| JJ-CCR ApS              | JJ-CCR                | eCCR                     |
| Submatix                | SMS 100 CCR           | eCCR                     |
| Submatix                | Quantum               | m et eCCR                |
| Submatix                | Mini Quantum          | m et eCCR                |
| SF2-ECCR                | SF2                   | eCCR                     |
| Dräger                  | Dolphin               | SCR                      |
| Dräger                  | Ray                   | SCR                      |
| OMG                     | Azimuth               | SCR                      |
| OMG                     | UBS 40                | SCR                      |
| M3S                     | Triton                | mCCR                     |

* SCR: Recycleur à circuit semi-fermé (Semi Closed Rebreather)

* eCCR: Recycleur à circuit fermé et à gestion électronique (Electronic Closed Circuit Rebreather)

* mCCR: Recycleur à circuit fermé et à gestion manuelle (Manual Closed Circuit Rebreather)

* hCCR: Recycleur à circuit fermé et à gestion hybride (Hybrid Closed Circuit Rebreather)